# Калитеа (дем Катерини)
Вижте пояснителната страница за други значения на Калитеа.
Калитѐа или Вромерѝ (на гръцки: Καλλιθέα, до 1950 Βρωμερή, Вромери) е село в Северна Гърция, в дем Катерини, област Централна Македония.

## География
Калитеа е разположено на 4 километра източно от град Катерини, близо до морския бряг. Надморската му височина е 10 m.

## История

### В Османската империя
Александър Синве („Les Grecs de l’Empire Ottoman. Etude Statistique et Ethnographique“) в 1878 година пише, че във Вромери (Vroméri), Китроска епархия, живеят 210 гърци.

### В Гърция
В 1913 година след Междусъюзническата война селото остава в Гърция. Според преброяването от 1913 година Вромери има 384 жители. В 1923 година в селото са заселени гърци бежанци. В 1928 година е смесено местно-бежанско селище с 26 бежански семейства и 102 жители бежанци.
Населението се занимава с лозарство и туризъм.
| Име   | Име   | Ново име | Ново име | Описание |
| ----- | ----- | -------- | -------- | -------- |
| Врезо | Βρέζο | Нямата   | Νιάματα  |          |

| Година    | 1913 | 1920 | 1928 | 1940 | 1951 | 1961 | 1971 | 1981 | 1991 | 2001 | 2011 | 2021 |
| --------- | ---- | ---- | ---- | ---- | ---- | ---- | ---- | ---- | ---- | ---- | ---- | ---- |
| Население | 384  | 390  | 536  | 793  | 1027 | 1119 | 1073 | 1297 | 1970 | 2741 | 3134 | 2933 |

## Личности
Родени в Калитеа
- Константинос Полизос (Κωνσταντίνος Πολίζος), гръцки андартски деец, четник[7]
- Таксиархос Заху (Ταξίαρχος Ζάχου), гръцки андартски деец от трети клас, куриер[7]